# Nattens Engle
Nattens Engle er en low budget spillefilm, lavet i 1997. Produceret af JK Studio, nu Eyelight Productions, og instrueret af Kasper V. Kristensen, havde filmen premiere i Roskilde Bio 1997. Filmen tog et år at indspille, og afhang udelukkende af frivillige kræfter.
Filmen er en episode film, med 3 historier der efterhånden som filmen skrider frem, vikles mere og mere ind i hinanden.
Michael (Elias Eliot- dengang Kim Krøll Nielsen), flygter sammen med sin kæreste (Marie Andersen), fra nogle unavngivne folk, der er mere end opsat på at få fat i en taske som Michael har stjålet fra dem. Efter dem er især én mand (David Owe), der langsomt kommer tættere og tættere på. Og til sidst går det galt. 
Samtidig er Malene (Julie Riis) på weekend hos sin veninde Signe (Karin Gottlieb), med det egentlige formål at møde en fyr på en allerede planlagt blind date. Imens efterlader hun Signe i byen, hvor hun pludselig støder ind i Michael. Imens indhenter fortiden Malene i form af Johnny (Sune L. Jensen) der er overbevist om at det kun er ham der skal have hende. 
Og midt i alt dette er en patient stukket af fra det nærmeste psykiatriske hospital.